# Yasushi Akashi

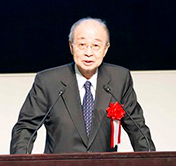
Yasushi Akashi (2016)

Yasushi Akashi (jap. 明石 康 Akashi Yasushi; * 19. Januar 1931 in der Stadt Ōgida, Kreis Nord-Akita (heute Ortsteil Hinaimachi-Ōgita der Stadt Ōdate), Präfektur Akita) ist ein japanischer Diplomat und UN-Funktionär.

## Leben
Akashi studierte Rechtswissenschaften und Internationale Beziehungen an der Universität Tokio und schloss das Studium 1954 ab. Mit einem Fulbright-Stipendium studierte er danach zudem an der Fletcher School of Law and Diplomacy, der University of Virginia sowie der Columbia University in den USA.
Er arbeitete von 1957 bis 1974 im New Yorker UNO-Sekretariat für Politische Angelegenheiten, wo er von 1963 bis 1964 ein Universitätsseminar für Fragen des „Modernen Ostasiens“ leitete. Anschließend führte er von 1974 bis 1979 als Botschafter die Vertretung Japans bei den Vereinten Nationen. Im Jahr 1979 wurde er UNO-Beamter mit der Funktion des Unter-Generalsekretärs für Öffentliche Informationen, ab 1987 war er im gleichen Rang für Abrüstungsfragen zuständig. Nebenbei vertrat er Japan in verschiedenen Vollversammlungen, Konferenzen und Organen der UNO. Beispielsweise war er 1978 der Vorsitzende des Haushalts- und Finanzausschusses der für Entwicklungsprogramme zuständigen UNO-Behörde (UNDP). Zudem war er von 1974 bis 1977 Mitglied des Beraterkomitees für Verwaltungs- und Haushaltsfragen der UNO sowie 1967 Leiter der Konferenz für Entwicklungsspezialitäten in Asien.
Akashi übernahm im März 1992 die schwierige Aufgabe, als Chef der Friedensmission United Nations Transitional Authority in Cambodia (UNTAC) das im Bürgerkrieg zerstrittene Kambodscha wieder an den Frieden heranzuführen und eine zivile sowie demokratische Ordnung und damit freie Wahlen wiederherzustellen. Im September 1993 endete die UNTAC-Mission und wurde als Erfolg gefeiert, welcher wesentlich dem diplomatischen Geschick Akashis zugeschrieben wird.
Bereits im Dezember 1993 ernannte ihn der UN-Generalsekretär Boutros-Ghali zu seinem persönlichen Beauftragten für das ehemalige Jugoslawien, obwohl Akashi zuvor keine Balkan-Erfahrungen hatte. Ihm fiel es schwer, sich zwischen Serben, Kroaten und Moslems in Bosnien zu behaupten. Er geriet erstmals im April 1994 in Kritik, als er bei den Kämpfen um Goražde trotz eines Ultimatums der NATO, dem die Serben nicht Folge leisteten, seine Einwilligung für NATO-Luftangriffe verweigerte. Nach weiteren Streitigkeiten brach die bosnische Führung im Juli 1995 die Verhandlungen mit Akashi ab. Nach den NATO-Luftangriffen in Bosnien am 28. August 1995 legte er sein Amt zum 1. November 1995 nieder und war stattdessen als persönlicher Berater von Boutros-Ghali tätig. Am 1. März 1996 übernahm er die Aufgabe des UNO-Vizesekretärs für humanitäre Angelegenheiten.
Des Weiteren war er der Direktor des Internats „Friedensakademie der Gesellschaft Bessere Welt“, Sekretär des Gründungskomitees einer UNO-Universität, Gastprofessor an der Tokio-Universität und anderen universitären Einrichtungen.
Im Jahr 1999 trat er als parteiloser Kandidat mit offizieller Unterstützung der nationalen Organisation der Regierungspartei LDP bei den Wahlen zum Gouverneur der Präfektur Tokio an, landete aber auf dem vierten Platz, während Shintarō Ishihara mit Unterstützung von Teilen des Präfekturverbandes Tokio der nationalen Regierungspartei LDP gewann. Er ist verheiratet und hat zwei Kinder.